# مصعب البطاط
مصعب البطاط (انگلیسی: Musab Al-Battat؛ زادهٔ ۱۲ نوامبر ۱۹۹۳) بازیکن فوتبال اهل دولت فلسطین است.
از باشگاه‌هایی که در آن بازی کرده‌است می‌توان به اشاره کرد.
وی همچنین در تیم ملی فوتبال فلسطین بازی کرده‌است.